# 北斗市
北斗市（日语：／ Hokuto shi */?）是位于北海道渡島綜合振興局中部的城市，是北海道最早栽種水稻的地區。南邊面向津輕海峽和函館灣，東邊與函館市接壤，東南部為函館平原，西部是山區地形。當地以農業和漁業為主，由於緊鄰函館市，因此發展成為函館市的衛星城市。近年來東部的上磯和大野地區正開發成函館市的工業區。
北斗市於2006年2月1日由上磯郡上磯町和龜田郡大野町合併成立，是渡島支廳第二個誕生的城市，人口在廳內僅次於函館市。在城市成立之時，由於希望新成立的城市在未來可以像北斗七星一樣散發光芒，成為其他城市的典範，因此以「北斗」作為新城市的名稱。
其日文發音與位於日本山梨縣的北杜市同樣皆為「Hokuto-shi」。

## 歷史
- 1600年代：松前藩藩主指示在文月地區進行稻作的試耕，並在1692年的文獻上記載有「產米十袋」的紀錄，成為北海道最早的稻作生產紀錄。[1]
- 1900年7月1日：
  - 上磯郡上磯村、中野村、清川村、谷好村、富川村合併為上磯村，成為北海道一級村。
  - 龜田郡大野村、本鄉村、市渡村、文月村、千代田村、一本木村合併為大野村，成為北海道一級村。
- 1906年4月1日：茂別村成立為北海道二級村。
- 1918年1月1日：上磯村改制為上磯町。
- 1955年4月1日：茂別村併入上磯町。
- 1957年1月1日：大野村改制為大野町。
- 2006年2月1日：上磯町和大野町合併為北斗市。

## 交通

### 機場
- 函館機場（位於函館市）

### 鐵路
- 道南漁火鐵道
  - 道南漁火鐵道線：渡島當別車站 - 茂邊地車站 - 上磯車站 - 清川口車站 - 久根別車站 - 東久根別車站 - 七重濱車站
- 北海道旅客鐵道
  - 北海道新幹線、函館本線：新函館北斗車站

### 道路
| 高速道路 - 函館江差自動車道：大野交流道、上磯交流道 一般國道 - 國道227號 - 國道228號 | 主要地方道 - 北海道道29號上磯厚澤部線 - 北海道道96號上磯峠下線 - 北海道道100號函館上磯線 道道 - 北海道道262號渡島大野停車場線 - 北海道道530號上磯停車場線 - 北海道道676號七飯大野線 - 北海道道756號大野上磯線 - 北海道道969號大野大中山線 |

### 巴士
- 函館巴士

## 觀光景點
| - 釜的仙境 - 陣屋跡櫻花街道 - 七重濱溫泉 - 苦修會修道院：日本最早的男子苦修會修道院 - 三木露風的詩碑 - 男爵資料館 - 台風海難者慰靈碑 - 七重濱海濱公園 - 佐佐木観光鳶尾花園 - 北海道水田發祥之地碑 - 八郎沼公園 - 匠之森公園 | - 熊谷家住宅（登陸有形文化財） - 松前藩戶切地陣屋跡（國指定史跡） - 茂別館跡（國指定史跡） - 茂邊地遺跡 - 人形裝飾異形注口土器（國家重要文化財、收藏於東京國立博物館） - 上磯奴（北斗市指定無形民俗文化財） - 有川天滿林（北斗市指定無形民俗文化財） - 開拓使三角測量一本木基準點（北海道指定史跡） - 大野祗園林（北斗市指定無形民俗文化財） |

## 教育

### 高等學校
| - 道立北海道上磯高等學校（页面存档备份，存于） | - 道立北海道函館水産高等學校（页面存档备份，存于） | - 道立北海道大野農業高等學校（页面存档备份，存于） |

### 中學校
| - 北斗市立濱分中學校 - 北斗市立石別中學校 | - 北斗市立上磯中學校 - 北斗市立茂邊地中學校 | - 北斗市立大野中學校（页面存档备份，存于） |

### 小學校
| - 北斗市立石別小學校 - 北斗市立沖川小學校 - 北斗市立上磯小學校（页面存档备份，存于） - 北斗市立久根別小學校（页面存档备份，存于） | - 北斗市立谷川小學校 - 北斗市立濱分小學校 - 北斗市立茂邊地小學校 - 北斗市立市渡小學校 | - 北斗市立大野小學校（页面存档备份，存于） - 北斗市立島川小學校 - 北斗市立萩野小學校 |

## 本地出身的名人
- 熊谷孝太郎：業餘攝影家
- 三橋美智也：歌手
- 朝加真由美（日语：朝加真由美）：女演員
- 中野智樹（日语：中野智樹）：DJ
- 新谷則子（日语：新谷のり子）：歌手
- 佐佐木翔：羽毛球選手
- 野口裕史：田徑鉛球選手
- 成田可奈繪：短距離徑賽選手，全日本中學連續兩年冠軍
- 大晃定行（日语：大晃定行）：相撲力士、小結，相撲史上第一位從初土俵後連續出場1000回
- 川原由美子：漫畫家
- 佐佐木明：高山滑雪選手
- 增澤末夫（日语：増沢末夫）：前賽馬騎士
- 上田仁（日语：上田仁）：東京交響樂團前常任指揮
- 三遊亭洋樂（日语：三遊亭洋楽）：落語家（日语：落語家）

## 外部連結
- （日語）北斗市觀光協會
- （日語）北斗市社會福祉協會